# 48638 Třebíč
48638 Třebíč è un asteroide della fascia principale. Scoperto nel 1995, presenta un'orbita caratterizzata da un semiasse maggiore pari a 2,3488597 UA e da un'eccentricità di 0,1843109, inclinata di 4,75733° rispetto all'eclittica.